# Li Gotami Govinda

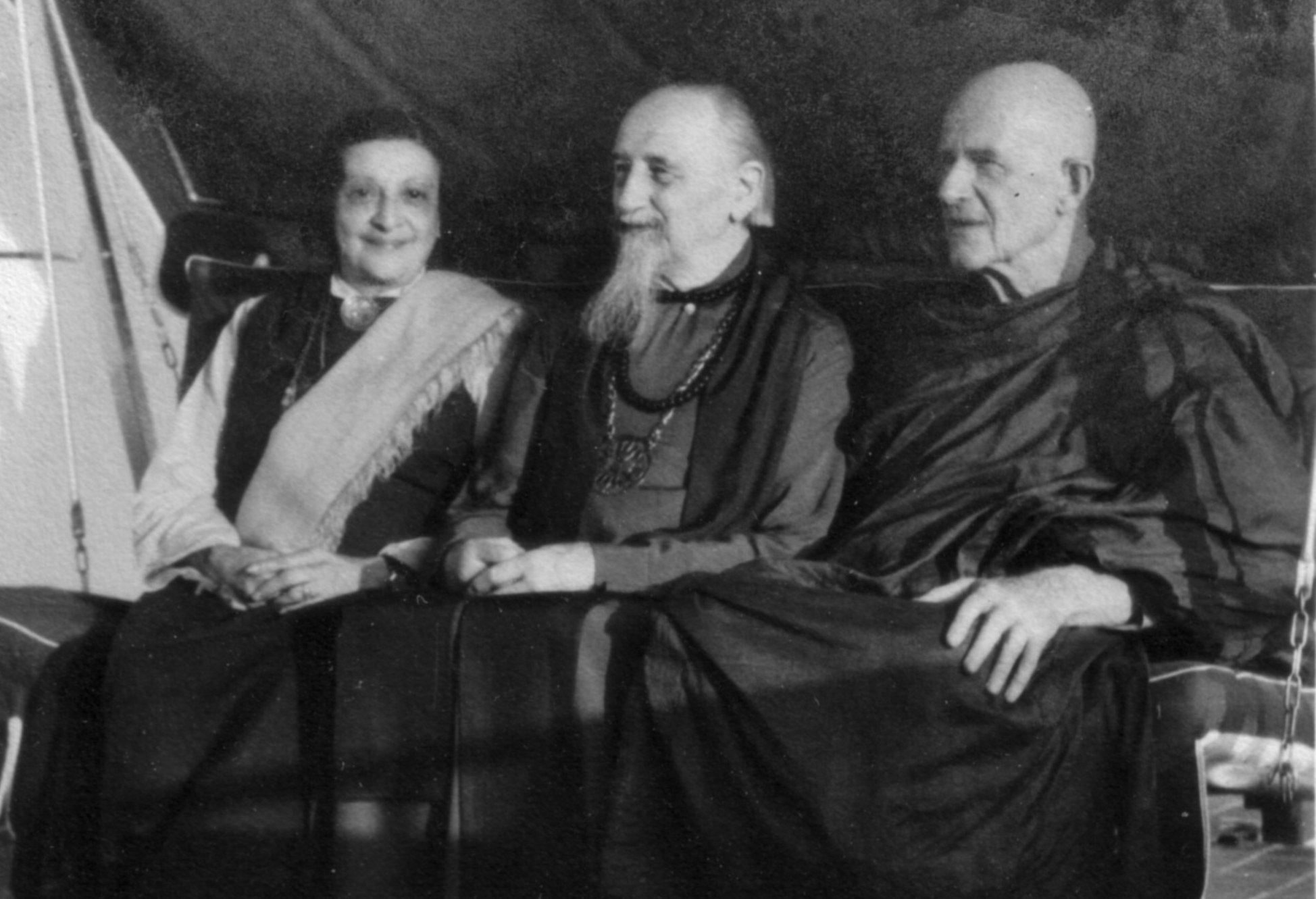
Li Gotami mit Lama Govinda und Nyanaponika (um 1970)

Li Gotami Govinda, ursprünglich Ratti Petit (* 22. April 1906 in Bombay; † 18. August 1988 ebenda) war eine indische Malerin, Fotografin, Autorin und Komponistin.

## Leben und Tätigkeit
Li Gotami wurde als Parsin geboren und erzogen. Sie erhielt in Indien und Europa eine umfassende künstlerische Ausbildung, die Malerei, Fotografie, Musik und Tanz umfasste. 
Sie studierte Malerei an der Universität von Shantiniketan, von deren Gründer Rabindranath Tagore sie in ihrer Arbeit und Weltanschauung maßgeblich beeinflusst wurde. An der Universität begegnete sie dem dort lehrenden Lama Anagarika Govinda, der sie in die buddhistische Philosophie einführte und den sie 1947 heiratete. Anagarika Govinda initiierte Li Gotami in den von ihm 1933 gegründeten Orden Arya Maitreya Mandala, an dessen Leitung sie in der weiteren Folge bis zu ihrem Tod beteiligt war.
Li Gotami unternahm mit Lama Govinda 1947/48 Expeditionen nach Zentral- und Westtibet. Bei diesen ging es unter anderem um die Erforschung der Ruinen von Tsaparang, dem ehemaligen Residenzort der Könige von Westtibet (Guge). Die Expeditionen wurden von der Illustrated Weekley of India und der Times of India finanziert. Li Gotami fertigte damals zahlreiche Pausen von Tempelfresken in Tsaparang an. Ihre Fotos von 1947/48 aus Tibet gelten als eine der letzten bedeutenden Bilddokumentationen des dortigen Lebens vor der chinesischen Okkupation Tibets und den späteren Zerstörungen während der Kulturrevolution.
Ab 1955 lebte Li Gotami gemeinsam mit Anagarika Govinda zurückgezogen in Almora im Nordwesten Indiens, wo sie sich mit Malerei, buddhistischen Studien und Meditation beschäftigten. Von Indien aus unternahmen sie in den sechziger und siebziger Jahren mehrere Vortragsreisen, die sie um die ganze Welt führten. Nachdem Li Gotami an Parkinson erkrankt war und Anagarika Govinda mehrere Schlaganfälle erlitten hatte, verlegten sie ihren Wohnsitz aus gesundheitlichen Überlegungen von Indien nach Kalifornien. Bis zum Tod Anagarika Govindas 1985 lebte Li Gotami mit ihm in Mill Valley in der Nähe von San Francisco. Dann kehrte sie in ihre indische Heimat zurück, wo sie drei Jahre nach ihrem Mann mit 82 Jahren verstarb.
Viele ihrer künstlerischen Werke und Fresko-Kopien aus Tibet sind im Chhatrapati Shivaji Maharaj Vastu Sangrahalaya, dem früheren Prince of Wales Museum, in Mumbai ausgestellt.
Auf Li Gotami geht die Gründung der Lama und Li Gotami Govinda Stiftung mit Sitz in München zurück, die Projekte in ihrem Sinn und im Sinn ihres Mannes durchführt und fördert.

## Werke
- Tibet in Pictures. Berkeley 1979, Vol. 1 ISBN 0913546577, Vol. 2 ISBN 0913546585
- Tibetan Fantasies: Paintings, Poems, and Music. Emeryville, Cailf. 1976, ISBN 0913546488
- Der Legendenkranz vom Leben des Buddha. München 1997

## Einzelbelege
1. ↑   Birgit Zotz: Zur europäischen Wahrnehmung von Besessenheitsphänomenen und Orakelpriestertum in Tibet. Wien 2010, S. 75.
2. ↑  Für eine ausführliche Beschreibung der Expedition siehe Lama Anagarika Govinda: Der Weg der weißen Wolken. Zürich 1969
3. ↑  Li Gotami Govinda: Tibet in Pictures. Berkeley 1979; Vol. 1, ISBN 0913546577; Vol. 2, ISBN 0913546585
4. ↑  Birgit Zotz: Zur europäischen Wahrnehmung von Besessenheitsphänomenen und Orakelpriestertum in Tibet. Wien 2010, S. 75–76
5. ↑  Lama und Li Gotami Govinda Stiftung: Biografie von Li Gotami

| Personendaten    | Personendaten                                         |
| ---------------- | ----------------------------------------------------- |
| NAME             | Govinda, Li Gotami                                    |
| ALTERNATIVNAMEN  | Petit, Ratti                                          |
| KURZBESCHREIBUNG | indische Malerin, Fotografin, Autorin und Komponistin |
| GEBURTSDATUM     | 22. April 1906                                        |
| GEBURTSORT       | Bombay                                                |
| STERBEDATUM      | 18. August 1988                                       |
| STERBEORT        | Bombay                                                |